# Gneiss de Narryer
Le Gneiss de Narryer est un complexe géologique du craton de Yilgarn en Australie occidentale, qui est composé d'un terrane lui-même formé d'un mélange tectonique entrelacé et polydéformé de granite, d'intrusions mafiques et de roches métasédimentaires datées entre -3,6 et -3,3 Ga. 

## Description
Les roches ont connu de multiples événements métamorphiques dans le faciès amphibolite à granulite, entraînant souvent la destruction complète des textures ignées ou sédimentaires d'origine.             
Cette formation a la particularité de renfermer des zircons hadéens qui constituent la plus ancienne trace minérale sur Terre. Ils sont très étudiés car ils renseignent sur une période proche de la formation de la Terre présentant peu de témoignages, même dans les zones de craton ancien. Les zircons hadéens très résistants ont été conservés dans des roches plus récentes. Ils sont datés entre - 3,8 Ga et - 4,4 Ga pour les plus vieux (âge U-Pb).

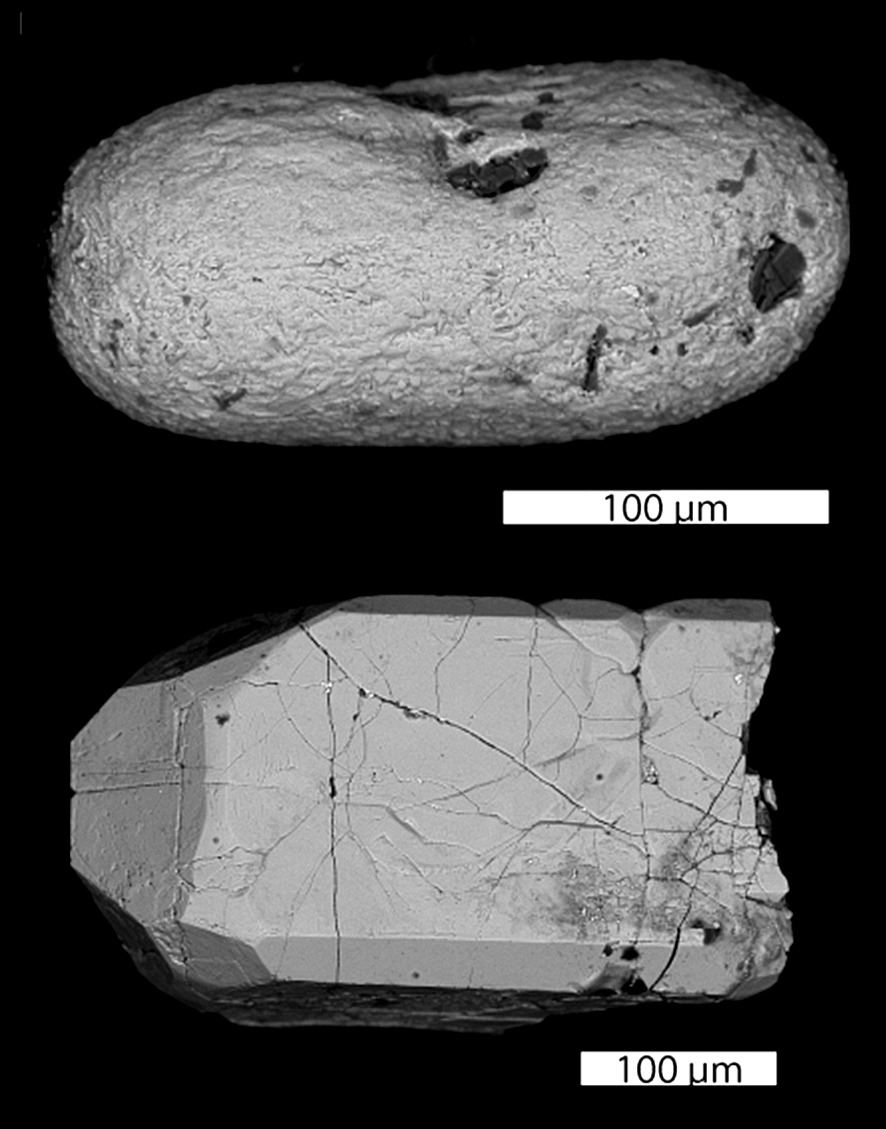
Micrographie électronique à rétrodiffusion de zircons détritiques des méta-sédiments archéens des Jack Hills(Gneiss de Narryer)

Les Gneiss de Narryer sont adjacents à la marge la plus au nord du craton de Yilgarn dont la bordure nord en contact est contigue au Complexe de Gascoyne composé de métasédiments et de métagranite. Les Gneiss de Narryer incluent également une partie des Gneiss de Yarlarweelor. À l’extrême est, ils sont formés par des roches protérozoïques datées de -1,8 à -2,0 Ga, avec leur discordance sous-jacente conservée.
Le Narryer Gneiss Terrane est divisé en quatre grandes séquences de roc :
- les Gneiss de Dugel : orthogneiss mylonitisés dérivés de syénite et de monzogranite,
- les Gneiss de Meeberrie, orthogneiss dérivés de monzogranite,
- le Complexe Manfred : bande discontinue d'âge archéen basal formée de cumulats mafiques et ultramafiques métamorphisés à partir de gabbro, péridotite et dunite.
- et des gneiss et métasédiments leucocrates polydéformés : quartzite et schistes (metaconglomérats, metagrès et metapelites) et BIF.

## Historicité
Voici une séquence simplifiée d'événements connus du Gneiss de Narryer dans la ceinture occidentale du craton de Yilgarn d'après Trendall A. F. (1991) :
- > 4100 Ma : Mise en place du metagneiss qui accueillera le Complexe Manfred,
- ~ 3780 Ma : Complexe ultramafique-mafique du complexe Manfred,
- > 3680-3730 Ma : Déformation,
- ~ 3680 Ma : Gneiss de Meeberrie,
- > 3400-3680 Ma : Déformation,
- 3400 Ma : Intrusion de syénites pour former les Gneiss de Dugel, ainsi que des dykes basiques et ultramafiques,
- ~ 3350-3400 Ma : dépôt de roches métasédimentaires,
- 3350-3300 Ma : Métamorphisme du faciès amphibolite à granulite,
- 2700-2600 Ma : écaillage de granite et juxtaposition avec le craton de Yilgarn,
- 2000-1600 Ma : Dykes lié au Complexe de Gascoyne.